# 30173 Greenwood
30173 Greenwood è un asteroide della fascia principale. Scoperto nel 2000, presenta un'orbita caratterizzata da un semiasse maggiore pari a 2,3422388 UA e da un'eccentricità di 0,0124508, inclinata di 4,72591° rispetto all'eclittica.